# Proparaparchites
Proparaparchites is een geslacht van uitgestorven kreeftachtigen uit de klasse van de Ostracoda (mosselkreeftjes).

## Soorten
- Proparaparchites asiaticus Buschmina, 1970 †
- Proparaparchites fabulus Cooper, 1941 †
- Proparaparchites guthreyi (Bradfield, 1935) Knox, Barrick & Boardman, 1995 †
- Proparaparchites ovatus Cooper, 1941 †
- Proparaparchites parallelus Cooper, 1946 †
- Proparaparchites parvus Wei, 1983 †
- Proparaparchites sibiricus Buschmina, 1968 †
- Proparaparchites tersiensis Buschmina, 1968 †